# フィトリ湖

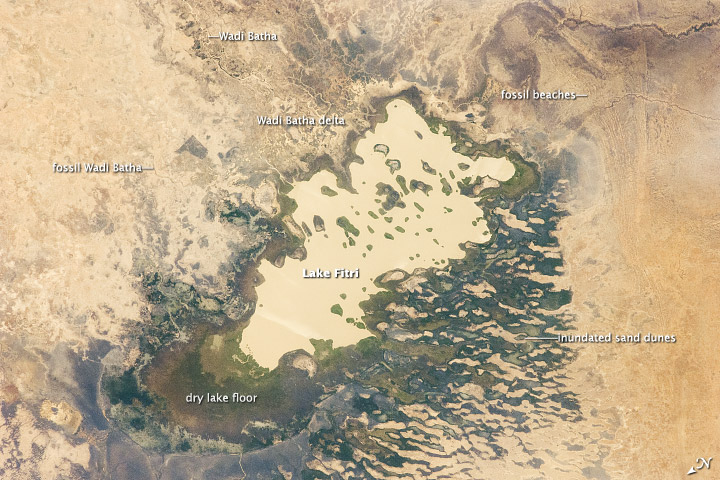
フィトリ湖

フィトリ湖はチャド中央部、ンジャメナの東300kmほどにある湖。通常時の面積は約500km2だが、多雨の年には3倍にもなる。浅い淡水湖で集水域は70,000km2と見積もられる。流入河川には東のワダイ高原からの季節河川バタ川がある。
チャドの他の湖、チャド湖と同様フィトリ湖はかつてほどの大きさはない。フィトリ湖は旧北区の水鳥の越冬地で、エチオピア区の鳥類とゾウの乾季の水飲み場としてラムサール条約登録地となっている。通常は常時存在する湖であるが、深刻な旱魃の際には干上がることもあり、そのようなことは20世紀はじめや1984-1985年におこっている。